# Feliks Wojtkun
Feliks Wojtkun (ur. 1 marca 1940 w Miednikach w województwie wileńskim, zm. 27 stycznia 2005 w Warszawie) – polski uczony, specjalista materiałoznawstwa, obróbki cieplnej i odlewnictwa, działacz państwowy.

## Życiorys
Studia ukończył na krakowskiej AGH. Potem osiadł w Skarżysku-Kamiennej, pracując w tamtejszej odlewni. Jednocześnie kończył doktorat, współpracując z AGH. W 1977 został pracownikiem naukowym Wyższej Szkoły Inżynierskiej w Radomiu i tutaj przeniósł się z rodziną. Był wieloletnim profesorem Politechniki Radomskiej, dziekanem Wydziału Mechanicznego tej uczelni oraz dyrektorem Instytutu Budowy Maszyn. Wykładał także w Prywatnej Wyższej Szkole Ochrony Środowiska oraz wchodził w skład Komitetu Budowy Maszyn PAN. Był autorem wielu publikacji naukowych, także książkowych.
Należał do Stronnictwa Demokratycznego. W lipcu 1981 został powołany na stanowisko wojewody radomskiego na miejsce Romana Maćkowskiego. Zaledwie pół roku później, po wprowadzeniu stanu wojennego, został w grudniu 1981 zastąpiony przez pułkownika Alojzego Wojciechowskiego. W grudniu 1989 objął funkcję przewodniczącego Wojewódzkiego Komitetu SD w Radomiu. Na przełomie 1989 i 1990 bezskutecznie ubiegał się o ponowną nominację na stanowisko wojewody. W wyborach 1991 bez powodzenia kandydował z radomskiej listy SD.
Zmarł w 2005, został pochowany na cmentarzu przy ul. Warszawskiej. Miał dwóch synów: Mariusza i Jarosława. Starszy syn Jarosław został księdzem katolickim, pełnił funkcję rektora Wyższego Seminarium Duchownego w Radomiu.